# 디트리히에피크
디트리히에피크(독일어: Die Dietrichepik)는 디트리히 폰 베른을 주인공으로 하는 중부독일의 게르만 영웅전설군이다. 13세기부터 17세기까지 독일어권에 널리 퍼져 인기가 있었다.
주인공 디트리히는 아마 동고트인의 왕 테오도리쿠스를 모델로 한 인물로 생각된다. 디트리히에피크는 크게 두 가지로 분류되는데, 첫째는 역사적 디트리히에피크(historische Dietrichepik), 두번째는 모험적 디트리히에피크(aventiurehafte Dietrichepik)라고 불린다. 각 작품군에 속하는 작품들은 다음과 같다:
역사적 디트리히에피크:
- Dietrichs Flucht, im Buch von Bern (4. V. 13. Jh.)
- Rabenschlacht, im Buch von Bern (4. V. 13. Jh.)
- Alpharts Tod (4. V. 13. Jh.)
- Dietrich und Wenezlan

모험적 디트리히에피크:
- Virginal (2. V. 13. Jh.)
- König Laurins Rosengarten (2. V. 13. Jh.)
- 보름스의 장미원 (2. V. 13. Jh.)
- Das Eckenlied (um 1225)
- Goldemar (um 1230)
- Sigenot (2. V. 13. Jh.)
- Der Wunderer (ca. 1503)